# Łajsy (powiat braniewski)
Łajsy – wieś w Polsce położona w województwie warmińsko-mazurskim, w powiecie braniewskim, w gminie Pieniężno. Wieś znajduje się w historycznym regionie Warmia.
Wieś lokowana w 1304 przez kapitułę warmińską. Zasadźcą wsi był Martin, wolny chłop, który w 1304 roku przybył do Prus z Hrabstwa Mark z Wesfalii, a następnie był sołtysem wsi. Jego syn - Geriko piastował urząd sołtysa a wnukowie Jan z Łajs i Henryk z Łajs uczestniczyli w kolonizacji Warmii.
Z Łajs pochodził zasadźca Olsztyna - Jan z Łajs oraz zasadźca Barczewa i wsi Skajboty - Henryk z Łajs.
We wsi znajduje się gotycki kościół parafialny (pw. św. Mikołaja), wybudowany w drugiej połowie XIV w, z tego okresu zachowały się dolne partie murów. Przebudowywany w XVI, XVIII i pod koniec XIX w. Wieża obecną wysokość i barokowe elewacje uzyskała w latach 1731-1743. Najstarszy element wyposażenia stanowią trzy gotyckie chrzcielnice, ołtarz główny pochodzi z połowy XVIII w, pozostałe elementy stylizowane na gotyk i barok pochodzą z XIX w.
W latach 1975–1998 miejscowość administracyjnie należała do województwa elbląskiego.